# Lista foștilor membri ai Camerei Reprezentanților Statelor Unite ale Americii: L
Această este o listă a foștilor membri ai Camerei Reprezentanților Statelor Unite ale Americii al căror nume de familie începe cu litera L.
| Reprezentant              | Ani                             | Stat          | Partid                        |
| ------------------------- | ------------------------------- | ------------- | ----------------------------- |
| Claude L'Engle            | 1913-1915                       | Florida       | Democrat                      |
| Alcée Louis la Branche    | 1843-1845                       | Louisiana     | Democrat                      |
| George A. La Dow          | 1875                            | Oregon        | Democrat                      |
| William La Follette       | 1911-1919                       | Washington    | Republican                    |
| Emile La Sére             | 1846-1851                       | Louisiana     | Democrat                      |
| Edward S. Lacey           | 1881-1885                       | Michigan      | Republican                    |
| John F. Lacey             | 1889-1891, 1893-1907            | Iowa          | Republican                    |
| John LaFalce              | 1975-2003                       | New York      | Democrat                      |
| Walter Lafferty           | 1911-1915                       | Oregon        | Republican                    |
| Matthew D. Lagan          | 1887-1889, 1891-1893            | Louisiana     | Democrat                      |
| Robert J. Lagomarsino     | 1974-1993                       | California    | Republican                    |
| Fiorello H. LaGuardia     | 1917-1919, 1923-1925            | New York      | Republican                    |
| Fiorello H. LaGuardia     | 1925-1927                       | New York      | American Muncitoresc          |
| Fiorello H. LaGuardia     | 1927-1933                       | New York      | Republican                    |
| James Laird               | 1883-1889                       | Nebraska      | Republican                    |
| William B. Lamar          | 1903-1909                       | Florida       | Democrat                      |
| Nick Lampson              | 1997-2005                       | Texas         | Democrat                      |
| George M. Landers         | 1875-1879                       | Connecticut   | Democrat                      |
| John M. Landrum           | 1859-1861                       | Louisiana     | Democrat                      |
| Joseph A. Landry          | 1851-1853                       | Louisiana     | Whig                          |
| Joseph R. Lane            | 1899-1901                       | Iowa          | Republican                    |
| La Fayette Lane           | 1875-1877                       | Oregon        | Democrat                      |
| Chauncey Langdon          | 1815-1817                       | Vermont       | Federalist                    |
| Odin Langen               | 1959-1971                       | Minnesota     | Republican                    |
| John Mercer Langston      | 1890-1891                       | Virginia      | Republican                    |
| Fritz G. Lanham           | 1919-1947                       | Texas         | Democrat                      |
| S.W.T. Lanham             | 1883-1893, 1897-1903            | Texas         | Democrat                      |
| Richard Lankford          | 1955-1965                       | Maryland      | Democrat                      |
| William C. Lantaff        | 1951-1955                       | Florida       | Democrat                      |
| Oscar Lapham              | 1891-1895                       | Rhode Island  | Democrat                      |
| Henry D. Larcade, Jr.     | 1943-1953                       | Louisiana     | Democrat                      |
| Steve Largent             | 1995-2001                       | Oklahoma      | Republican                    |
| Larry LaRocco             | 1991-1995                       | Idaho         | Democrat                      |
| Oscar Larson              | 1921-1925                       | Minnesota     | Republican                    |
| George R. Latham          | 1865-1867                       | West Virginia | Unionist Necondițional        |
| Henry J. Latham           | 1945-1958                       | New York      | Republican                    |
| Henry Latimer             | 1794-1795                       | Delaware      | Federalist                    |
| Del Latta                 | 1959-1989                       | Ohio          | Republican                    |
| James P. Latta            | 1909-1911                       | Nebraska      | Democrat                      |
| Greg Laughlin             | 1989-1995                       | Texas         | Democrat                      |
| Greg Laughlin             | 1995-1997                       | Texas         | Republican                    |
| John Laurance             | 1789-1793                       | New York      | Pro-Administrație             |
| Lyman Law                 | 1811-1817                       | Connecticut   | Federalist                    |
| Effingham Lawrence        | 1875                            | Louisiana     | Democrat                      |
| Gilbert L. Laws           | 1889-1891                       | Nebraska      | Republican                    |
| Caleb R. Layton           | 1919-1923                       | Delaware      | Republican                    |
| Ladislas Lazaro           | 1913-1927                       | Louisiana     | Democrat                      |
| Rick Lazio                | 1993-2001                       | New York      | Republican                    |
| Luke Lea                  | 1833-1835                       | Tennessee     | Democrat                      |
| Luke Lea                  | 1835-1837                       | Tennessee     | Național Republican           |
| Pryor Lea                 | 1827-1831                       | Tennessee     | Democrat                      |
| Claude Leach              | 1979-1981                       | Louisiana     | Democrat                      |
| Dewitt C. Leach           | 1857-1861                       | Michigan      | Republican                    |
| Jim Leach                 | 1977-2007                       | Iowa          | Republican                    |
| Amasa Learned             | 1791-1795                       | Connecticut   | Pro-Administrație             |
| Cornelius Leary           | 1861-1863                       | Maryland      | Unionist                      |
| Marvin Leath              | 1979-1991                       | Texas         | Democrat                      |
| Elmer O. Leatherwood      | 1921-1929                       | Utah          | Republican                    |
| Scott Leavitt             | 1923-1933                       | Montana       | Republican                    |
| Charles H. Leavy          | 1937-1942                       | Washington    | Democrat                      |
| John LeBoutillier         | 1981-1983                       | New York      | Republican                    |
| Karl M. LeCompte          | 1939-1959                       | Iowa          | Republican                    |
| John Lee                  | 1823-1825                       | Maryland      | Federalist                    |
| Joshua B. Lee             | 1935-1937                       | Oklahoma      | Democrat                      |
| Richard Bland Lee         | 1789-1795                       | Virginia      | Pro-Administrație             |
| Robert Quincy Lee         | 1929-1930                       | Texas         | Democrat                      |
| Shepherd Leffler          | 1846-1851                       | Iowa          | Democrat                      |
| John W. Leftwich          | 1866-1867                       | Tennessee     | Unionist Necondițional        |
| William Lehman            | 1973-1993                       | Florida       | Democrat                      |
| John C. Lehr              | 1933-1935                       | Michigan      | Democrat                      |
| Mickey Leland             | 1979-1989                       | Texas         | Democrat                      |
| William Lemke             | 1933-1941                       | North Dakota  | Non-Partisan                  |
| William Lemke             | 1943-1950                       | North Dakota  | Republican                    |
| Norman F. Lent            | 1971-1993                       | New York      | Republican                    |
| George Leonard            | 1789-1793                       | Massachusetts | Pro-Administrație             |
| George Leonard            | 1795-1797                       | Massachusetts | Federalist                    |
| John E. Leonard           | 1877-1878                       | Louisiana     | Republican                    |
| John Lesinski, Jr.        | 1951-1965                       | Michigan      | Democrat                      |
| John Lesinski, Sr.        | 1933-1950                       | Michigan      | Democrat                      |
| F. Dickinson Letts        | 1925-1931                       | Iowa          | Republican                    |
| David A. Levy             | 1993-1995                       | New York      | Republican                    |
| William M. Levy           | 1875-1877                       | Louisiana     | Democrat                      |
| Barbour Lewis             | 1873-1875                       | Tennessee     | Republican                    |
| David John Lewis          | 1911-1917, 1931-1939            | Maryland      | Democrat                      |
| Edward T. Lewis           | 1883-1885                       | Louisiana     | Democrat                      |
| J. Hamilton Lewis         | 1897-1899                       | Washington    | Democrat                      |
| Lawrence Lewis            | 1933-1943                       | Colorado      | Democrat                      |
| Tom Lewis                 | 1983-1995                       | Florida       | Republican                    |
| Roland V. Libonati        | 1957-1965                       | Illinois      | Democrat                      |
| Charles Lieb              | 1913-1917                       | Indiana       | Democrat                      |
| Michael Liebel, Jr.       | 1915-1917                       | Pennsylvania  | Democrat                      |
| Jim Ross Lightfoot        | 1985-1997                       | Iowa          | Republican                    |
| Robert F. Ligon           | 1877-1879                       | Alabama       | Democrat                      |
| Thomas Watkins Ligon      | 1845-1849                       | Maryland      | Democrat                      |
| George L. Lilley          | 1903-1909                       | Connecticut   | Republican                    |
| Thomas Jefferson Lilly    | 1923-1925                       | West Virginia | Democrat                      |
| Abraham Lincoln           | 1847-1849                       | Illinois      | Whig                          |
| Blanche Lincoln           | 1993-1997                       | Arkansas      | Democrat                      |
| John Lind                 | 1887-1893                       | Minnesota     | Republican                    |
| John Lind                 | 1903-1905                       | Minnesota     | Democrat                      |
| Charles A. Lindbergh, Sr. | 1907-1917                       | Minnesota     | Republican                    |
| Francis O. Lindquist      | 1913-1915                       | Michigan      | Republican                    |
| Neil J. Linehan           | 1949-1951                       | Illinois      | Democrat                      |
| Arthur A. Link            | 1971-1973                       | North Dakota  | Democrat                      |
| William W. Link           | 1945-1947                       | Illinois      | Democrat                      |
| John Charles Linthicum    | 1911-1932                       | Maryland      | Democrat                      |
| William S. Linton         | 1893-1897                       | Michigan      | Republican                    |
| Bill Lipinski             | 1983-2005                       | Illinois      | Democrat                      |
| Chauncey B. Little        | 1925-1927                       | Kansas        | Democrat                      |
| John Sebastian Little     | 1894-1907                       | Arkansas      | Democrat                      |
| Peter Little              | 1811-1813, 1816-1825            | Maryland      | Democrat-Republican           |
| Peter Little              | 1825-1829                       | Maryland      | Național Republican           |
| Adam B. Littlepage        | 1911-1913, 1915-1919            | West Virginia | Democrat                      |
| Martin W. Littleton       | 1911-1913                       | New York      | Democrat                      |
| Jerry Litton              | 1973-1976                       | Missouri      | Democrat                      |
| Robert M. Lively          | 1910-1911                       | Texas         | Democrat                      |
| Arthur Livermore          | 1817-1821, 1823-1825            | New Hampshire | Democrat-Republican           |
| Samuel Livermore          | 1789-1793                       | New Hampshire | Federalist                    |
| Bob Livingston            | 1977-1999                       | Louisiana     | Republican                    |
| Edward Livingston         | 1795-1801                       | New York      | Democrat-Republican           |
| Edward Livingston         | 1823-1825                       | Louisiana     | Democrat-Republican           |
| Edward Livingston         | 1825-1829                       | Louisiana     | Democrat                      |
| Edward Lloyd              | 1806-1809                       | Maryland      | Democrat-Republican           |
| Marilyn Lloyd             | 1975-1995                       | Tennessee     | Democrat                      |
| Sherman P. Lloyd          | 1963-1965, 1967-1973            | Utah          | Republican                    |
| Wesley Lloyd              | 1933-1936                       | Washington    | Democrat                      |
| Charles O. Lobeck         | 1911-1919                       | Nebraska      | Democrat                      |
| John Davis Lodge          | 1947-1951                       | Connecticut   | Republican                    |
| Tom Loeffler              | 1979-1987                       | Texas         | Republican                    |
| James R. Lofland          | 1873-1875                       | Delaware      | Republican                    |
| Augustine Lonergan        | 1913-1915, 1917-1921, 1931-1933 | Connecticut   | Democrat                      |
| Catherine S. Long         | 1985-1987                       | Louisiana     | Democrat                      |
| Clarence Long             | 1963-1985                       | Maryland      | Democrat                      |
| Edward H. C. Long         | 1845-1847                       | Maryland      | Whig                          |
| George S. Long            | 1953-1958                       | Louisiana     | Democrat                      |
| Gillis W. Long            | 1963-1965, 1973-1985            | Louisiana     | Democrat                      |
| Jefferson F. Long         | 1870-1871                       | Georgia       | Republican                    |
| John B. Long              | 1891-1893                       | Texas         | Democrat                      |
| Speedy O. Long            | 1965-1973                       | Louisiana     | Democrat                      |
| John W. Longyear          | 1863-1867                       | Michigan      | Republican                    |
| Frederick C. Loofbourow   | 1930-1933                       | Utah          | Republican                    |
| Dwight Loomis             | 1859-1863                       | Connecticut   | Republican                    |
| Henry W. Lord             | 1881-1883                       | Michigan      | Republican                    |
| Charles B. Lore           | 1883-1887                       | Delaware      | Democrat                      |
| Joseph Carlton Loser      | 1957-1963                       | Tennessee     | Democrat                      |
| Trent Lott                | 1973-1989                       | Mississippi   | Republican                    |
| George A. Loud            | 1903-1913, 1915-1917            | Michigan      | Republican                    |
| William Loughridge        | 1867-1871, 1873-1875            | Iowa          | Republican                    |
| Francis J. Love           | 1947-1949                       | West Virginia | Republican                    |
| Oscar Lovette             | 1931-1933                       | Tennessee     | Republican                    |
| Harold Lovre              | 1949-1957                       | South Dakota  | Republican                    |
| Allard K. Lowenstein      | 1969-1971                       | New York      | Democrat                      |
| Lloyd Lowndes, Jr.        | 1873-1875                       | Maryland      | Republican                    |
| Mike Lowry                | 1979-1989                       | Washington    | Democrat                      |
| Ken Lucas                 | 1999-2005                       | Kentucky      | Democrat                      |
| William V. Lucas          | 1893-1895                       | South Dakota  | Republican                    |
| Wingate H. Lucas          | 1947-1955                       | Texas         | Democrat                      |
| Clare Boothe Luce         | 1943-1947                       | Connecticut   | Republican                    |
| Henry Carl Luckey         | 1935-1939                       | Nebraska      | Democrat                      |
| Alfred Lucking            | 1903-1905                       | Michigan      | Democrat                      |
| John F. Luecke            | 1937-1939                       | Michigan      | Democrat                      |
| Manuel Lujan, Jr.         | 1969-1989                       | New Mexico    | Republican                    |
| Thomas Andrew Luken       | 1973-1991                       | Ohio          | Democrat                      |
| Donald Buz Lukens         | 1967-1971, 1987-1990            | Ohio          | Republican                    |
| Ernest Lundeen            | 1917-1919                       | Minnesota     | Republican                    |
| Ernest Lundeen            | 1933-1937                       | Minnesota     | Țărănist-Muncitoresc          |
| Stan Lundine              | 1976-1987                       | New York      | Democrat                      |
| Georgia Lee Lusk          | 1947-1949                       | New Mexico    | Democrat                      |
| Bill Luther               | 1995-2003                       | Minnesota     | Democrat-Țărănist-Muncitoresc |
| John E. Lyle, Jr.         | 1945-1955                       | Texas         | Democrat                      |
| Joseph Lyman              | 1885-1889                       | Iowa          | Republican                    |
| John R. Lynch             | 1873-1877, 1882-1883            | Mississippi   | Republican                    |
| Asa Lyon                  | 1815-1817                       | Vermont       | Federalist                    |
| Caleb Lyon                | 1853-1855                       | New York      | Independent                   |
| Lucius Lyon               | 1843-1845                       | Michigan      | Democrat                      |
| Matthew Lyon              | 1797-1801                       | Vermont       | Democrat-Republican           |
| Matthew Lyon              | 1803-1811                       | Kentucky      | Democrat-Republican           |